# Antoni Torres Garcia
Antoni Torres Garcia (Balaguer, 29 de juliol de 1943 - Barcelona, 24 de febrer de 2003) fou un jugador i entrenador de futbol català. Va ser internacional amb la selecció espanyola.

## Trajectòria esportiva
Jugava a la posició de defensa lliure. Va desenvolupar la major part de la seva carrera esportiva al FC Barcelona, equip on va jugar 479 partits com a titular durant 11 anys, entre 1965 i 1976. Durant aquests anys va marcar 7 gols amb l'equip. Anteriorment havia jugat a l'Hèrcules CF d'Alacant.
Va ser cinc vegades internacional amb la Selecció espanyola de futbol, entre 1968 i 1969. Es va retirar com futbolista la temporada 1975-1976. L'1 de setembre de 1976 va rebre un homenatge organitzat pel FC Barcelona, al costat dels seus companys Joaquim Rifé i Salvador Sadurní. Es va jugar un partit al Camp Nou entre el club català i l'Stade de Reims francès, que va guanyar el Barcelona per dos a zero.
Una vegada retirat com a jugador es va treure el títol d'entrenador. Fou segon de Joaquim Rifé al Barça campió de la Recopa d'Europa a Basilea. El 1984 va fundar una prestigiosa escola de futbol per a joves de Barcelona, anomenada Escola TARR, i que rep el seu nom de les inicials dels seus quatre socis fundadors, tots ells jugadors del Barça: Torres, Asensi, Rexach i Rifé. També entrenà al CE Castelló i a l'Hèrcules CF d'Alacant.
Va morir a Barcelona el 26 de febrer de 2003, als 59 anys, a causa d'un càncer.

## Palmarès
- 1 Copa de les Ciutats en Fires: 1965-66.
- 2 Copes d'Espanya: 1967-1968, 1970-1971.
- 1 Lligues d'Espanya: 1973-74.

## Curiositats
Era cosí segon de l'escriptor Sergi Pàmies.